# Comment j'ai tué mon père (film)
Pour les articles homonymes, voir Comment j'ai tué mon père.
Pour plus de détails, voir Fiche technique et Distribution.
Comment j'ai tué mon père est un film français d'Anne Fontaine sorti en 2001.

## Synopsis
Jean-Luc (Charles Berling) est un médecin dont la réussite professionnelle lui assure un riche train de vie. Son père Maurice (Michel Bouquet) ressurgit plus de 20 ans après être parti travailler en Afrique sans jamais avoir donné de nouvelles.  Ce retour est l’occasion pour Jean-Luc de s’interroger sur sa vie qu’il partage entre sa clinique versaillaise, son épouse Isa (Natacha Régnier), sa maîtresse Myriem (Amira Casar) et son frère Patrick (Stéphane Guillon), sans profession stable et que Jean-Luc a embauché comme chauffeur. 

## Fiche technique
- Réalisation : Anne Fontaine
- Scénario et dialogues : Jacques Fieschi et Anne Fontaine
- Images : Jean-Marc Fabre
- Musique : Jocelyn Pook
- Année : 2001
- Pays :  France,  Espagne
- Genre : drame, thriller

## Distribution
- Charles Berling : Jean-Luc
- Michel Bouquet : Maurice
- Natacha Régnier : Isa
- Stéphane Guillon : Patrick
- Amira Casar : Myriem
- François Berléand : un patient
- Hubert Koundé : Jean-Toussaint
- Karole Rocher : Laetitia
- Marie Micla : la prostituée
- Nicole Evans : la patiente
- Philippe Lehembre : le SDF / le patient âgé
- Pierre Londiche : le père d'Isa
- Manoëlle Gaillard : la mère d'Isa
- Jean-Christophe Lemberton : Cyril
- Etienne Louvet : le fils de Myriem
- Claude Koener : l'officiel
- Thierry de Carbonnières : l'invité à la réception
- Nathalie Mathis : Magali
- Emmanuel Booz : le gérant